# Frederik Carl Trant
Frederik (Friedrich) Carl Trant (født 24. marts 1738 i Bockhorn, Oldenburg, død 25. november 1798 i København) var en dansk kollegiedeputeret.

## Karriere
Han var søn af amtsforvalter i Neuenburg Friedrich Carl Trant (død 1748) og Anna Margrethe Gülich (død 1746) og kom i sit 11. år efter forældrenes død til København i huset hos farbroderen, kammerråd Gabriel Sigismund Trant, renteskriver i det oldenborgske renteskriverkontor. Som ustuderet mand blev han først kopist og omtrent 1769 fuldmægtig i sidstnævnte kontor, 1771 chef for 2. bureau i Tyske Kammer og 1772 sekretær i Finanskollegiet. Efter Struensees fald blev han sekretær ved Kommissionen til reguleringen af kollegierne, udnævntes 1773 til kammerråd og blev samme år kommitteret i Rente- og Generaltoldkammeret, tillige indtil 1776 sekretær ved sammes kammerkancelli. Fra 1774 var han medlem af Kanalkommissionen, 1775-78 kommitteret i Økonomi- og Kommercekollegiet. Fra 1777 henlagdes Generalmagasinets anliggender under ham, og året efter udnævntes han til administrator ved Vestindisk Kompagni. Han blev justitsråd 1776 og etatsråd 1779. 1790 blev han deputeret i Rente- og Generaltoldkammeret, fra hvilket embede han efter mange års tiltagende svagelighed trådte tilbage 1797 og udnævntes til konferensråd.

## Litterær virksomhed
Ved siden af disse talrige tillidshverv var Trant i ny og næ også litterær virksom. Han skrev udmærket dansk, redigerede 1767 de ugentlige tillæg til Adressekontorets Efterretninger og udgav senere forskellige småpjecer. Han stod Andreas Peter Bernstorff, Ernst Schimmelmann og brødrene Reventlow nær og vandt særlig gennem Ludvig Reventlow interesse for skolevæsenet. 1789 udgav han "paa højeste Befaling" et skrift Ueber Schulen und Schulanstalten in Dänemark, i hvilket han tog ordet for skolernes omdannelse og nødvendigheden af nedsættelsen af en generaldirektion på fem medlemmer, som skulle organisere og lede skolevæsenet. Samme år nedsattes Kommissionen til de danske skolers bedre indretning, af hvilken han blev medlem. I de første år tog han virksom del i kommissionens arbejder, i hvilke man genfinder hovedtankerne i hans tidligere trykte program. Trant døde 25. november 1798. Han skildres som en meget dygtig og nidkær embedsmand og en sjælden elskværdig og fin personlighed. 
Trant blev gift 26. maj 1775 (kopulationsafgift til Sankt Petri Kirke) med Cornelia Schumacher (døbt 6. december 1746 i København - 29. marts 1810 sammesteds), datter af taksator, senere toldinspektør i København, etatsråd Cornelius Schumacher (1703-1777) og Elisabeth Reiersen (1718-1755).
Han er begravet på Assistens Kirkegård.
Han er tegnet med hustru ca. 1770 af Christian August Lorentzen (Den Kongelige Kobberstiksamling). Silhouet stukket af Gerhard Ludvig Lahde. Bryllupsmedalje 1775.